# یلو اسپرینگز (اوهایو)
یلو اسپرینگز (به انگلیسی: Yellow Springs) روستایی در ایالات متحده آمریکا است که در شهرستان گرین، اوهایو واقع شده‌است. یلو اسپرینگز ۵٫۲۳ کیلومتر مربع مساحت و ۳٬۴۸۷ نفر جمعیت دارد.